# Vedaranyam
Vedaranyam é uma panchayat (vila) no distrito de Nagapattinam, no estado indiano de Tamil Nadu.

## Demografia
Segundo o censo de 2001, Vedaranyam tinha uma população de 31,728 habitantes. Os indivíduos do sexo masculino constituem 48% da população e os do sexo feminino 52%. Vedaranyam tem uma taxa de literacia de 71%, superior à média nacional de 59.5%: a literacia no sexo masculino é de 79% e no sexo feminino é de 64%. Em Vedaranyam, 11% da população está abaixo dos 6 anos de idade.